# Louise Goff Reece
Louise Goff, coniugata Reece (Milwaukee, 6 novembre 1898 – Johnson City, 14 maggio 1970), è stata una politica statunitense, membro della Camera dei Rappresentanti per lo stato del Tennessee dal 1961 al 1963.

## Biografia
Nata nel Wisconsin, Louise Goff era figlia di Guy D. Goff e nipote di Nathan Goff Junior, entrambi senatori per lo stato della Virginia Occidentale. Studiò in scuole private a Milwaukee e New York, successivamente lavorò come imprenditrice gestendo l'azienda di famiglia Goff Properties e sedendo nei consigli di amministrazione di alcune banche del Tennessee.
Nel 1923 sposò B. Carroll Reece, un deputato repubblicano. Assistette il marito nella carriera politica e quando l'uomo morì a causa di un tumore nel 1961, la vedova Reece annunciò il proprio intento di succedergli alla Camera dei Rappresentanti. I vertici del Partito Repubblicano accolsero la sua richiesta, selezionandola come candidata per le elezioni speciali indette al fine di riassegnare il seggio di Carroll Reece; la Reece riuscì a vincerle, divenendo così deputata.
Nel 1962 non si candidò per un altro mandato, a causa della sindrome artritica che l'aveva colpita, invitando i cittadini a votare una persona più giovane ed energica. Fu succeduta da Jimmy Quillen, che occupò il seggio per i successivi trentaquattro anni.
Louise Reece morì nel 1970 all'età di settantun anni.